# Hylaeamys perenensis
Hylaeamys perenensis is een zoogdier uit de familie van de Cricetidae. De wetenschappelijke naam van de soort werd voor het eerst geldig gepubliceerd door J.A. Allen in 1901.

## Voorkomen
De soort komt voor in Bolivia, Brazilië, Colombia, Ecuador en Peru.